# Дуюнь
Дуюнь (кит. спр. 都匀市, піньїнь: Dūyún Shì) — місто-повіт в південнокитайській провінції Гуйчжоу, адміністративний центр Цяньнань-Буї-Мяоської автономної префектури.

## Географія
Дуюнь розташовується на сході Юньнань-Гуйчжоуського плато — висота понад 700 метрів над рівнем моря нівелює спекотний клімат низьких широт.

### Клімат
Місто знаходиться у зоні, котра характеризується вологим субтропічним кліматом. Найтепліший місяць — липень із середньою температурою 24.7 °C (76.5 °F). Найхолодніший місяць — січень, із середньою температурою 5.6 °С (42.1 °F).
| Клімат Дуюня            | Клімат Дуюня | Клімат Дуюня | Клімат Дуюня | Клімат Дуюня | Клімат Дуюня | Клімат Дуюня | Клімат Дуюня | Клімат Дуюня | Клімат Дуюня | Клімат Дуюня | Клімат Дуюня | Клімат Дуюня | Клімат Дуюня |
| Показник                | Січ.         | Лют.         | Бер.         | Квіт.        | Трав.        | Черв.        | Лип.         | Серп.        | Вер.         | Жовт.        | Лист.        | Груд.        | Рік          |
| Середня температура, °C | 5,6          | 6,7          | 11,5         | 16,5         | 20,3         | 22,7         | 24,7         | 24,3         | 21,5         | 17           | 12,1         | 7,7          | 15,9         |
| Норма опадів, мм        | 26.5         | 32.7         | 49.6         | 119.2        | 202.2        | 214          | 173.5        | 143.4        | 96.7         | 97.1         | 58.5         | 25.4         | 1238.8       |
| Днів з опадами          | 14,3         | 13,2         | 15,7         | 17,9         | 18,9         | 18,1         | 15,7         | 15,8         | 12,5         | 15,8         | 14,9         | 13           | 185,8        |
| Вологість повітря, %    | 77.1         | 77.8         | 76.2         | 76.5         | 77.6         | 78.2         | 76.4         | 76.9         | 75.5         | 77           | 77.2         | 76.1         | 76.9         |
| ----------------------- | ------------ | ------------ | ------------ | ------------ | ------------ | ------------ | ------------ | ------------ | ------------ | ------------ | ------------ | ------------ | ------------ |
| Джерело: Weatherbase    |              |              |              |              |              |              |              |              |              |              |              |              |              |